# Episodi di Bates Motel (seconda stagione)
La seconda stagione della serie televisiva Bates Motel è stata trasmessa in prima visione assoluta negli Stati Uniti da A&E Network dal 3 marzo al 5 maggio 2014.
In Italia è andata in onda in prima visione su Rai 2 dal 7 luglio al 4 agosto 2015, senza indicazione dei titoli italiani.
Il 22 ottobre 2015 la stagione viene resa disponibile su Netflix, che utilizza i titoli italiani.
| nº | Titolo originale       | Titolo italiano              | Prima TV USA   | Prima TV Italia |
| -- | ---------------------- | ---------------------------- | -------------- | --------------- |
| 1  | Gone But Not Forgotten | Per sempre nei miei pensieri | 3 marzo 2014   | 7 luglio 2015   |
| 2  | Shadow of a Doubt      | L'ombra del dubbio           | 10 marzo 2014  | 7 luglio 2015   |
| 3  | Caleb                  | Caleb                        | 17 marzo 2014  | 14 luglio 2015  |
| 4  | Check Out              | Check Out                    | 24 marzo 2014  | 14 luglio 2015  |
| 5  | The Escape Artist      | L'artista della fuga         | 31 marzo 2014  | 21 luglio 2015  |
| 6  | Plunge                 | Il tuffo                     | 7 aprile 2014  | 21 luglio 2015  |
| 7  | Presumed Innocent      | Presunto innocente           | 14 aprile 2014 | 28 luglio 2015  |
| 8  | Meltdown               | La crisi                     | 21 aprile 2014 | 28 luglio 2015  |
| 9  | The Box                | La botola                    | 28 aprile 2014 | 4 agosto 2015   |
| 10 | The Immutable Truth    | L'immutabile verità          | 5 maggio 2014  | 4 agosto 2015   |

## Per sempre nei miei pensieri
- Titolo originale: Gone But Not Forgotten
- Diretto da: Tucker Gates
- Scritto da: Carlton Cuse e Kerry Ehrin

### Trama
La famiglia Bates assiste al funerale della signorina Watson, l'insegnante di Norman. Poco dopo Bradley tenta il suicidio saltando da un ponte.
Quattro mesi più tardi, gli affari del Bates Motel vanno a gonfie vele ma Norman è ancora ossessionato dalla morte della sua insegnante. Durante una visita al cimitero, Norman vede un uomo anziano alla tomba della signorina Watson e gli scatta delle foto, sospettando che sia l'assassino. Norman mostra la foto allo sceriffo Romero, che coglie l'occasione per chiedere a Norman su dove si trovasse la notte del suo omicidio. Quando Norman si offre di inviargli la foto via e-mail, Romero non mostra alcun interesse.
Dylan scopre che il padre di Bradley tradiva sua moglie con la signorina Watson, e che Gil era il fidanzato di questa ed è il motivo per cui Gil uccise il padre di Bradley. Dylan lo confessa a Bradley che si intrufola a casa di Gil seducendolo e gli spara in testa, dopo va a casa di Norman chiedendo il suo aiuto.
Il successo del motel è in pericolo quando inizia la costruzione di una nuova tangenziale autostradale.
- Ascolti USA: telespettatori 3 071 000[1]

## L'ombra del dubbio
- Titolo originale: Shadow of a Doubt
- Diretto da: Tucker Gates
- Scritto da: Kerry Ehrin

### Trama
Norman nasconde Bradley nel seminterrato di casa sua.
Romero incontra al cimitero l'uomo fotografato da Norman sulla tomba di Blair Watson e si scopre essere il padre di questa, Nick ed è il capo famiglia di una banda che controlla il traffico di marijuana che rassicura lo sceriffo che non c'entra nulla con la morte di Gil.
Nel frattempo, dopo la morte di Gil arriva un nuovo capo per Dylan e Remo, Zane Morgan e sospetta che l'omicidio di Gil sia opera di una banda della droga rivale. Romero arresta il tossico Kyle Miller per l'omicidio di Blair Watson utilizzando come accusa la presenza del suo sperma anche se nella donna era presente lo sperma di un altro uomo non identificato.
Norma per legare con il figlio propone di iscriversi ad un musical e si recano alle selezioni, purtroppo il tempo d'attesa è maggiore rispetto a quanto preventivato da Norman che in serata avrebbe dovuto accompagnare Bradley a prendere l'autobus per farle abbandonare la città, impossibilitato dalla madre ad abbandonare il casting si ritrova costretto a contattare il fratello Dylan per raccontargli la verità e per accompagnare Bradley alla fermata dell'autobus.
Sul finale, arriva Caleb, il fratello di Norma, in cerca del Bates Motel.
- Ascolti USA: telespettatori 2 215 000[2]

## Caleb
- Titolo originale: Caleb
- Diretto da: Lodge Kerrigan
- Scritto da: Alexandra Cunningham

### Trama
Emma mostra a Norman un giornale in cui si afferma che la polizia ha scoperto vestiti e una nota di suicidio appartenente a Bradley, che ora si presume morta. Caleb arriva al motel chiedendo di Norma; si presenta a Dylan, che dice che Norma non ha mai detto di avere un fratello. Al ritorno a casa, Norma butta immediatamente fuori Caleb. Nel frattempo, Norma stringe amicizia con Christine, l'ex direttrice del musical comunitario, e incontra anche il fratello di Christine, George. Norman conosce una nuova ragazza al teatro della comunità, la provocante Cody Brennan. 
Caleb si lega a Dylan e dice di aver contribuito a proteggere Norma dal loro padre violento. Dylan poi lo difende da Norma, ma lei sostiene che l'ha violentata ripetutamente per anni durante la loro infanzia. La discussione si intensifica in una lotta tra Norman e Dylan, fino a quando Norma interviene rivelando alla fine che Caleb è il padre biologico di Dylan.
- Ascolti USA: telespettatori 1 846 000[3]

## Check out
- Titolo originale: Check out
- Diretto da: John David Coles
- Scritto da: Liz Tigelaar

### Trama
La rivelazione di Norma colpisce profondamente sia se stessa che Dylan, che viene trovato privo di sensi nel suo camion da Emma. Norma va al vicino motel di Caleb nel tentativo di parlargli, ma non riesce a trovare il coraggio per farlo e si allontana emotivamente. Più tardi, un arrabbiato Dylan accusa Norma di usare la sua concezione per allontanarsi dalla sua famiglia; sposandosi giovane con il suo ragazzo del liceo e facendogli pensare che Dylan fosse suo figlio. L'ipotesi di Dylan si rivela corretta. Nel frattempo, l'immaginazione di Norman dello stupro di sua madre da parte di Caleb lo mette in uno stato di trance e lo conduce nella stanza del motel di Caleb. La sua psiche fratturata lo porta a scagliarsi contro Caleb nei panni di Norma. Caleb colpisce Norman e lascia la sua stanza di motel. Cody prende Norman, che finalmente esce dalla sua trance, ma non ricorda nulla.
Nel frattempo Zane, il capo di Dylan, incendia la casa di Romero dopo che questi lo ha messo in guardia dicendogli di non creare ulteriori danni nella cittadina (Zane infatti aveva ucciso un uomo della banda rivale).
- Ascolti USA: telespettatori 2 229 000[4]

## L'artista della fuga
- Titolo originale: The Escape Artist
- Diretto da: Christopher Nelson
- Scritto da: Nikki Toscano

### Trama
Dopo il litigio con la madre, Dylan abbandona il motel e dorme nel rifugio al lavoro. Norman ammette a Cody di aver avuto simili blackout in passato. Il giorno successivo, Norma incontra Cody quando si ferma a prendere Norman. Cody porta Norman in una casa sull'albero, dove i due fanno sesso. La ragazza ha un padre molto violento e che urla in modo cattivo. Nel frattempo, Romero si stabilisce al Bates Motel dopo che Zane ha bruciato la sua casa; in seguito trova Zane, lo picchia e minaccia di distruggere i suoi affari. Emma chiede a Norma cosa significhi perdere la verginità prima di uscire con un ospite di motel, Gunner, con cui poi farà sesso. Romero mette in guardia Norma su Ford (noto per affari di droga), che spera contribuirà a fermare l'iniziativa di costruire una nuova tangenziale, la quale che influenzerebbe negativamente gli affari del motel. Più tardi, Norma viene a sapere che uno dei membri del consiglio comunale è morto in un misterioso incidente automobilistico. Dylan protegge Zane da una sparatoria in auto e finisce in ospedale, dove incontra il suo nuovo boss della droga, la sorella di Zane, Jodi.
- Ascolti USA: telespettatori 2 269 000[5]

## Il tuffo
- Titolo originale: Plunge
- Diretto da: Ed Bianchi
- Scritto da: Kerry Ehrin

### Trama
Jodi porta Dylan a casa sua per aiutarlo a riprendersi dalle ferite. Dopo aver preso le distanze da Ford, Norma è incoraggiata da Christine a incontrarsi con il sindaco per il posto vuoto del consiglio comunale. Nel frattempo, Cody invita Norman, Emma e Gunner a nuotare al fiume, ma Emma rischia di annegare a causa dell'esposizione dopo essere saltata nell'acqua fredda. Norman ha un altro attacco e perde conoscenza mentre è con Cody. Preoccupato per Norman, Cody lo racconta a Emma, che poi informa Norma. Proprio quando Norman sta per fare il suo esame di guida, Norma rivela all'istruttore dei blackout fisici di Norman. Arrabbiato, Norman affronta Cody che ha tradito la sua fiducia. La loro accesa discussione sveglia suo padre Jimmy, che diventa violento con lei. Mentre litiga con Jimmy, Norman lo spinge giù per una rampa di scale fino al seminterrato, rompendogli il collo e uccidendolo.
- Ascolti USA: telespettatori 2 244 000[6]

## Presunto Innocente
- Titolo originale: Presumed Innocent
- Diretto da: Roxann Dawson
- Scritto da: Alexandra Cunningham

### Trama
Norma, ora membro del consiglio comunale, si insedia nel suo ufficio presso il municipio e incontra il consigliere Max Borowitz. Romero arriva per informare Norma della morte di Jimmy, il padre di Cody, e la porta alla stazione di polizia. Norman viene interrogato sull'incidente e il suo DNA viene prelevato per l'elaborazione. Norma incontra Cody nel bagno della stazione e supplica di non rivelare alla polizia che Norman soffre di blackout. Cody, ora orfana, parte per l'Indiana per vivere con sua zia. Prima di andare, dice a Norman che Norma gli sta nascondendo qualcosa e che deve ottenere risposte da lei. Norman viene liberata dalla custodia poiché la morte di Jimmy è considerata un incidente, ma in seguito viene detto a Romero che il DNA di Norman corrisponde allo sperma trovato in precedenza nell corpo della signorina Watson, la sua insegnante deceduta. Zane fa irruzione nel magazzino di Ford, non prima di aver colpito Dylan, che rimane privo di sensi per essersi rifiutato di prendere parte all'assalto.
- Ascolti USA: telespettatori 2 437 000[7]

## La crisi
- Titolo originale: Meltdown
- Diretto da: Ed Bianchi
- Scritto da: Liz Tigelaar e Nikki Toscano

### Trama
Romero sospetta di Norman dopo aver scoperto la sua connessione con miss Watson. Norman si distacca da Norma dopo che lei gli ha imposto di non parlare più dei suoi blackout o del suo stato mentale. Nick Ford si presenta al motel e chiede a Norma di organizzare un incontro per lui con Dylan; lei lo informa del loro allontanamento ma lui la forza a mettersi in contatto. Romero con una scusa parla con Norman delle abitudini sessuali di miss Watson, ma quando gli chiede se Norman ha fatto sesso con lei, il ragazzo non risponde e scappa. Ford visita di nuovo il motel e intimidisce Norma, ricordandole che è in debito con lui che le ha consentito di ottenere un posto nel consiglio comunale. Dylan alla fine incontra Nick, che gli intima di uccidere Zane o la famiglia Bates sarà in pericolo. Norman affronta Norma e urla che il loro rapporto è cambiato e non sarà più lo stesso. Sconvolta e arrabbiata, Norma se ne va e fa sesso con George. Romero dice a Norman che Kyle Miller è stato condannato per l'omicidio di Miss Watson e cerca di spingerlo a rivelare la verità sugli eventi di quella notte, ma Norman fugge. In seguito, Norman viene rapito da qualcuno introdottosi nel motel.
- Ascolti USA: telespettatori 2 101 000[8]

## La botola
- Titolo originale: The Box
- Diretto da: Tucker Gates
- Scritto da: Carlton Cuse e Kerry Ehrin

### Trama
Gli scagnozzi di Nick Ford rapiscono Norman e lo mettono in una botola, ricattando la madre chiedendole di fare pressioni su Dylan affinché uccida Zane, responsabile della faida tra le due famiglie .
La mente di Norman viene invasa da inquietanti ricordi mentre è intrappolato facendogli immaginare sua madre che dice che lo proteggerà. Ricorda anche quello che è successo durante il suo blackout a casa della signorina Watson: si scopre che le ha tagliato la gola mentre faceva sesso con lei. 
In un tentativo di fuga di Norman dalla botola, gli uomini di Nick trovano la collana di perle della signorina Watson e avvisano Ford. 
Nel frattempo Norma stressata e in pena per l’assenza di Norman, manda all’inferno George. Dylan, impossibilitato ad uccidere Zane, va da Ford a dirgli dove trovarlo. Ma, vedendo la reazione di Ford, Dylan lo uccide prima di sapere dove si trova Norman. 
Romero incontra un esperto di poligrafo per accertarsi sull’affidabilità di un eventuale test su Norman. Informa Norma che suo figlio ha fatto sesso con Miss Watson la notte in cui è morta, prima che Norma gli dica che Ford ha rapito Norman.
- Ascolti USA: telespettatori 2 254 000[9]

## L'immutabile verità
- Titolo originale: The Immutable Truth
- Diretto da: Tucker Gates
- Scritto da: Kerry Ehrin e Carlton Cuse

### Trama
Dylan e Romero salvano Norman dalla botola e lo portano in ospedale. 
Romero prepara il test del poligrafo a Norman. Ma a casa, Norman prende una pistola e dei proiettili dal cassetto di sua madre. All'indomani della morte di Ford, Jodi, convinta da Romero, invita il fratello Zane a casa sua per parlare del futuro della loro attività. Hanno una violenta disputa e Zane la uccide, poi Romero entra e spara a Zane a morte. Romero spiega a Dylan quale sarà la sua versione dei fatti nella quale Dylan non comparirà. Norma corre nel bosco e trova Norman con la pistola e lo dissuade dall'uccidersi. Volendo fuggire dal paese con i suoi figli, alla fine consente il poligrafo, in cui a Norman viene chiesto se ha ucciso la signorina Watson. In quel momento la personalità di sua madre si insinua nella sua mente e lui risponde "no". Norman dunque passa il test.
- Ascolti USA: telespettatori 2 299 000[10]